# Район міського підпорядкування (КНР)
Термін район у контексті Китаю використовується для позначення кількох непов'язаних між собою політичних підрозділів як у стародавньому, так і в сучасному Китаї.
У сучасному контексті район (спрощ.: 区), офіційно керований містом район, контрольований містом район або муніципальний район (спрощ.: 市辖区), є підрозділами муніципалітету або міста на рівні префектури. Ранг району залежить від рангу його міста. Райони муніципалітету мають рівень префектури; райони субпровінційного міста є субпрефектурним рівнем; а райони міста на рівні префектури — на рівні округу.
Термін також раніше використовувався для позначення застарілих округів, контрольованих округами (також відомих як окружна державна служба).
Однак, якщо слово «район» зустрічається в контексті історії давнього Китаю, то воно є перекладом «сіань», іншого типу адміністративного поділу в Китаї.
До 1980-х років міста в Китаї були адміністративно-територіальними одиницями, які складалися здебільшого з міськими забудованими територіями, з дуже невеликою кількістю сільськогосподарських угідь, за винятком безпосередніх передмість, щоб забезпечити великі запаси продовольства чи сировини. У результаті райони також були переважно міськими або приміськими.
Після 1980-х років префектури почали замінювати містами префектурного рівня . Відтоді «міста» в материковому Китаї стали такими ж, як і будь-який інший адміністративний поділ, що містить міські райони, міста, села та сільськогосподарські угіддя. Ці міста поділяються на райони, повіти, автономні повіти та міста повітового рівня. У той же час, особливо після 1990 року, округи і міста повітового рівня почали замінюватися районами. Відтоді округи вже не були суто міськими утвореннями — деякі райони сьогодні схожі на графства, де великі міста та селища під ними керують сільською територією.

## Типи округів

### Звичайні райони
Звичайний район під муніципалітетом або місто рівня префектури.

### Етнічні райони
Тип міських районів, спеціально створених для етнічних меншин. В даний час існує п'ять таких «етнічних районів»: три в Хенані, один в Хейлунцзяні і один у Внутрішній Монголії.
- Район Чаньхе-Хуей
- Район Гуаньчен-Хуей
- Район Шуньхе-Хуей
- Район Мейліси-Даур
- Район Хуеймінь (термін Хуеймінь відноситься до народу Хуей)

### Особливі райони
Спеціальний підрозділ на рівні округу, розташований у Ґуйчжоу.
- Спеціальний район Лючжи, Люпаньшуй

### Лісницькі райони
Спеціальний лісничий район субпрефектури, розташований у Хубеї.
- Шеньнунцзя

### Десять найбільш густонаселених районів
| Район              | Населення (перепис 2010 року) |
| ------------------ | ----------------------------- |
| Пудун, Шанхай      | 5,044,430                     |
| Баоань, Шеньчжень  | 4 017 807                     |
| Чаоян, Пекін       | 3,545,137                     |
| Хайдянь, Пекін     | 3 280 670                     |
| Наньхай, Фошань    | 2,588,844                     |
| Біньхай, Тяньцзінь | 2 482 065                     |
| Шунде, Фошань      | 2,461,701                     |
| Міньхан, Шанхай    | 2,429,372                     |
| Байюнь, Гуанчжоу   | 2,223,150                     |
| Фентай, Пекін      | 2,112,162                     |

### Кількість районів на місто
| Кількість районів | Міста | Кількість міст |
| ----------------- | --- | -------------- |
| 26                | Чунцін | 1              |
| 16                | Пекін, Шанхай, Тяньцзінь | 3              |
| 13                | Ухань | 1              |
| 12                | Ченду | 1              |
| 11                | Гуанчжоу, Нанкін, Сіань | 3              |
| 10                | Ханчжоу, Цзінань, Шеньян | 3              |
| 9                 | Харбін, Шеньчжень | 2              |
| 8                 | Шицзячжуан | 1              |
| 7                 | Таншань, Ціцікар, Чанчунь, Далянь, Наньнін, Урумчі, Куньмін, Ціндао | 8              |
| 6                 | Чжанцзякоу, Сямень, Шаньтоу, Ґуйян, Цзісі, Хеган, Чженчжоу, Лоян, Чанша, Наньчан, Тайюань, Нінбо, Гуйлінь, Баотоу, Ханьдань, Фучжоу | 16             |
| 5                 | Хуайнань, Ланьчжоу, Фошань, Баодін, Дацін, Кайфен, Їчан, Хен'ян, Усі, Сюйчжоу, Чанчжоу, Сучжоу, Фусінь, Цзибо, Цзаочжуан, Liuzhou | 16             |
| 4                 | Хефей, Уху, Бенбу, Путянь, Цюаньчжоу, Чжаньцзян, Хайкоу, Санья, Ціньхуандао, Шуан'яшань, Їчунь, Цзямуси, Муданьцзян, Піндіншань, Аньян, Сіньсян, Цзяоцзо, Хуанши, Чжучжоу, Хуайань, Гірин, Аньшань, Фушунь, Беньсі, Їнкоу, Ляоян, Сінін, Яньтай, Вейфан, Датун, Цзигун, Лешань, Веньчжоу, Хух-Хото, Карамай, Баоцзі | 36             |
| 3                 | Тунлін, Мааньшань, Хуайбей, Аньцін, Хуаншань, Фуян, Луань, Шаоґуань, Чжухай, Цзянмень, Чжаоцін, Ченде, Цітайхе, Хебі, Лохе, Шиянь, Сян'ян, Ечжоу, Шаоян, Юеян, Наньтун, Ляньюньган, Яньчен, Янчжоу, Чженьцзян, Тайчжоу, Цзіндечжень, Дун'їн, Даньдун, Цзіньчжоу, Паньцзінь, Тєлін, Хулудао, Тунчуань, Сяньян, Ліньї, Янцюань, Паньчжихуа, Лучжоу, Гуан'юань, Наньчун, Мяньян, Шаосін, Тайчжоу, Цзуньї, Wuzhou, Beihai, Guigang, Ухай, Чифен, Їньчуань, Ґаньчжоу | 52             |
| 2                 | Чучжоу, Хеншуй, Саньмін, Чжанчжоу, Наньпін, Лун'янь, Байїнь, Тяньшуй, Луннань, Маомін, Хуейчжоу, Мейчжоу, Янцзян, Цін'юань, Чаочжоу, Цзєян, Юньфу, Аньшунь, Тунжень, Сінтай, Цанчжоу, Ланфан, Саньменься, Наньян, Шанцю, Сіньян, Сюйчан, Цзінмень, Цзінчжоу, Сянтань, Чанде, Чжанцзяцзе, Їян, Ченьчжоу, Юнчжоу, Суцянь, Пінсян, Цзюцзян, Цзіань, Шанжао, Сипін, Ляоюань, Тунхуа, Baishan, Чаоян, Хайдун, Вейнань, Цзінін, Тайань, Вейхай, Жичжао, Дечжоу, Біньчжоу, Хецзе, Юйлінь, Чанчжи, Шочжоу, Суйнін, Нейцзян, Мейшань, Їбінь, Гуан'ань, Дачжоу, Яань, Бачжун, Цзиян, Юйсі, Цзясін, Хучжоу, Цзіньхуа, Цюйчжоу, Чжоушань, Фучжоу, Fangchenggang, Qinzhou, Юйлінь, Хечжоу, Хечи, Яньань, Ордос, Хулунбуїр, Шицзуйшань, Учжун, Лхаса, Цюйцзін, Саньша | 86             |
| 1                 | Сучжоу, Бочжоу, Чичжоу, Сюаньчен, Нінде, Цзіньчан, Увей, Чжан'є, Пінлян, Цзюцюань, Цін'ян, Дінсі, Шаньвей, Хеюань, Біцзе, Люпаньшуй, Хейхе, Суйхуа, Пуян, Чжоукоу, Чжумадянь, Сяогань, Хуанган, Сяньнін, Суйчжоу, Huaihua, Лоуді, Сіньюй, Їнтань, Їчунь, Сун'юань, Байчен, Ханьчжун, Анькан, Шанло, Ляочен, Цзіньчен, Цзіньчжун, Юньчен, Сіньчжоу, Ліньфень, Люйлян, Деян, Баошань, Чжаотун, Ліцзян, Пуер, Ліньцан, Лішуй, Байсе, Лайбінь, Чунцзо, Тунляо, Баяннур, Уланчаб, Гуюань, Чжунвей, Шигацзе, Чамдо, Ньїнгчі, Shannan, Турфан, Хамі | 63             |
| 0                 | Цзяюйгуань, Дунгуань, Чжуншань, Даньчжоу | 4              |

## Округи, контрольовані графством (застаріле)
Контрольований округом округ, іноді перекладається як округ, керований округом; повітовий округ ; або суб-округ (спрощ.: 县辖区，区; піньїнь: Xiànxiáqū, Qū) — округ у Китаї. Відділення уряду округу, районний державний офіс (спрощ.: 区公所; піньїнь: Qū gōngsuǒ) — адміністративний офіс в окрузі; це не орган місцевого самоврядування. Контрольований округом район колись був важливим підрозділом округу по всьому Китаю з 1950-х до 1990-х років. Зазвичай в окрузі було близько п'яти-десяти округів, а потім приблизно три-п'ять міст і містечок в окрузі. Після 1990-х років контрольовані графствами райони почали поступово ліквідовувати, і їхню роль взяли на себе більші міста або селища, створені шляхом злиття менших.
Наприкінці 2014 року в Китаї залишився лише один округ, який контролюється округом:
- Район Наньшань (повіт Чжолу, Чжанцзякоу, Хебей)

(Див. Адміністративний поділ Китаю, щоб дізнатися, як ці два типи районів вписуються в загальну адміністративну ієрархію материкового Китаю)

## Античний сенс
Якщо слово «район» зустрічається в контексті стародавньої китайської історії, то це слово є перекладом для сіань, іншого типу адміністративного поділу в Китаї.  
Сіань було перекладено з використанням кількох англійських термінів. У контексті давньої історії зазвичай використовуються «район» і «префектура», тоді як «округ» використовується для більш сучасних контекстів.